# Leucauge abbajae
Leucauge abbajae là một loài nhện trong họ Tetragnathidae.
Loài này thuộc chi Leucauge. Leucauge abbajae được Embrik Strand miêu tả năm 1907.